# Международное французское радио
Радио Франс Интернасьональ (фр. Radio France internationale — «Международное радио Франции» или «Международное французское радио») — радиостанция, по которой вещает телерадиокомпания France Médias Monde, а также в 1982—2011 годах — анонимное общество, осуществлявшее вещание по ней.

## Правопредшественники
Радиокомпания была учреждена в 1982 году на базе одноимённого подразделения радиокомпании Radio France.

## Радиовещательная деятельность компании
Компания вела:
- вещание по франкоязычной радиопрограмме «РФИ Монд», звучавшей в Париже (с 25 сентября 1985 года на средних волнах[4], с 1994 года на ультракоротких волнах[4], до 5 марта 2009 года включала передачи на иностранных языках[4]), Берлине, Праге, Тиране, Скопье на ультракоротких волнах, во всём мире принимавшейся через спутниковую антенну.
- с 1990 года вещание по румыноязычной радиопрограмме «РФИ Румани» (RFI Roumanie), состоявшей из её собственных передач и утренних и дневных передач программы «РФИ Монд», звучавшей в Румынии на ультракоротких волнах.
- с 21 января 1997 года по франкоязычной радиопрограмме «РФИ Мюзик» (RFI Musique)[5], звучащей через Интернет.
- в 1989—2011 гг. — по радиопрограмме «Радио Пари Лиссабон» (Rádio Paris-Lisboa) (13 марта 2006 года переименованная в «Rádio Europa Lisboa» Португалии), звучавшей на ультракоротких волнах;
- вещание по франкоязычной радиопрограмме «РФИ Африк» (RFI Afrique), включавшей также в части странах передачи английском, португальском, хауса, суахили и манденке, звучавшей в странах Африки на ультракоротких волнах и через спутниковую антенну.
- с 1990 до 2009 гг. — вещание по болгаро-язычной радиопрограмме «РФИ София», звучавшей на ультракоротких волнах в Болгарии;
- радиопередачи на французском, кхмерском (с 1993 года), английском, португальском (с 1982 года[6]), хауса (с сер. 2000-х[7]), суахили (с 5 июля 2010 года[8]), манденке, фарси (с 1990 года[9]), вьетнамском (с 1990 года), упрощённом китайском и традиционном китайском (с 1990 года[4]), звучавшим на коротких волнах и через спутниковую антенну, с 1 октября 1982 до 2010-х гг.[4] радиопередачи на испанском и португальском звучавшим в странах Латинской Америки через спутниковую антенну, с 1993 до 2010-х гг. — радиопередачи на лаосском и албанском, на турецком языке (с 1996 до 2009 года), до 2009 года — радиопередачи на немецком, польском, лаосском и албанском[10], радиопередачи на русском языке ведутся через Интернет, а в 1982—2011 гг. они также звучали коротких волнах (в Ереване (совместно с RFI Monde[11]), Тбилиси (совместно с RFI Monde[12]) и Кишенёве (совместно с RFI Monde и RFI Roumanie[13]), ранее в Екатеринбурге, Туле, Липецке и многих других) на УКВ (УКВ CCIR), ранее — RFI на русском (в Париже, Москве и Санкт-Петербурге) СВ).

Аудитория — 44 миллиона человек.

## Деятельность компании в Интернете
- 15 сайтов Radio France internationale на 15 языках (осуществляется потоковое вещание, подкасты, новости в текстовом виде), страницы на сайте «youtube.com» «РФИ» (в 2009—2011 гг.), «РФИ Румыня» (в 2010—2011 гг.) и «Монте Карло Дуалийя» (в 2010—2011 гг.);
- Сайт RFI Musique и страницы RFI Musique в facebook и twitter;
- Сайт RFI Savoirs и страницы RFI Savoirs в facebook и twitter;
- Сайт Академии France Medias Monde на английском, французском и арабском языках и страница Академии France Medias Monde на facebook;
- Сайт Atelier des Medias и страницы Atelier des Medias на facebook и twitter;
- Сайт Mondoblog, канал Modoblog на youtube, страницы Mondoblog на facebook и twitter;
- Сайт Planete Radio, канал Planete Radio на youtube, страница Planete Radio в facebook;
- Сайт RFI Instrumental, страницы RFI Instrumental в facebook и twitter.

## Владельцы
Радиокомпания принадлежит:
- В 1982—1986 гг. национальной компании Radio France;
- В 1986—2008 гг. Министерству национальной экономики Франции;
- В 2008—2011 гг. национальной компании France Médias Monde

Финансируется в большей степени за счёт аудивизуального налога, в меньшей за счёт дотаций правительства.

## Руководство
Руководство Radio France Internationale в 1982—2011 гг. осуществляли:
- президент с полномочиями генерального директора (Président-directeur général), назначавшийся с 1982 до 2009 года — Высшим советом аудиовизуала, с 2009 до 2011 года — Президентом Республики;
- административный совет (Conseil d’administration), назначавшийся Сенатом, Национальным Собранием, Президентом Республики по предложению Правительства, трудовым коллективом, Высшим советом аудиовизуала

## Активы
Радиокомпании принадлежали:
- В 1991—2011 гг. румынская радиокомпания «РФИ Румыния» (RFI Romania)
- В 1996—2011 гг. радиокомпания «Монте-Карло Дуалийя»
- В 2007—2009 гг. часть капитала сербской радиокомпании Radio Beta RFI[15][16]

## Членство
Компания являлась:
- в 1982—2011 гг. членом Европейского союза радиовещания;
- в 1982—2011 гг. членом ассоциации «Государственное франкоязычное радио».

## Финансирование
Радиокомпания финансировалась Министерством экономики и финансов Франции.

## Правопреемники
В 2011 году компания была поглощена компанией France Médias Monde.